# Nocni łowcy
Nocni łowcy (tytuł oryg. Treasure Raiders) – amerykańsko-rosyjski film fabularny z 2007 roku.

## Zarys fabularny
W ciągu dnia bohater filmu Michael (Steven Brand) wykłada historię na uniwersytecie w Moskwie. Nocą bierze zaś udział w nielegalnych wyścigach samochodowych, przemierzając ulice swoim porsche. Dzięki wyścigom zbiera pieniądze na swoją pasję, którą jest poszukiwanie skarbów. Jego celem staje się skarb legendarnego zakonu templariuszy.

## Główne role
- Aleksandr Niewski - Wolf
- Steven Brand - Michael Nazzaro
- David Carradine - Pierre
- Sherilyn Fenn - Lena
- Robert Madrid - Dr Pablo Ramirez
- Andrew Divoff - Cronin
- William Shockley - Beekeeper
- Olga Rodionowa - Masha Bolkov
- Maksim Konowałow - Bolt
- Maksim Pokrowskij - Gorinych
- Igor Pozenko - Igor